# Aerolinee Itavia
Aerolinee Itavia – nieistniejące obecnie włoskie linie lotnicze. Funkcjonowały od przełomu lat 50. i lat 60. XX wieku aż do katastrofy lotniczej lotu 870, w 1980, znanej też jako katastrofa w Ustice.

## Kody alfanumeryczne
- IATA – IH
- ICAO – brak
- Znak wywoławczy – Itavia

## Historia
Linie lotnicze zostały utworzone w 1958 r. pod nazwą Società di Navigazione Aerea Itavia, a rok później zaczęły obsługiwać lokalne (krajowe) połączenia wykorzystując samoloty de Havilland Dove oraz de Havilland DH.114 Heron produkcji brytyjskiej.
Loty zawieszono w 1961, wznowiono je w 1962 jednak pod nazwą Aerolinee Itavia. Wycofano maszyny de Havilland DH.114 Heron, a na ich miejsce linie używały samolotów Handley Page Dart Herald. W 1965 powtórnie zawieszono połączenia. Stan ten utrzymywał się do roku 1969, kiedy do floty przewoźnika wprowadzono model Fokker F28. W 1971 rozpoczął służbę Douglas DC-9-15. Do innych eksploatowanych przez Aerolinee Itavia wersji DC-9 należały DC-9-21, DC-9-31, DC-9-33 i DC-9-51.
Łącznie w swojej flocie linie posiadały 14 maszyn F28 i 11 DC-9.
Itavia obsługiwała krajowe połączenia, które zostały ponownie zawieszone pod koniec 1980 r. Ostatecznie linie zostały zastąpione rok później przez spółkę Aermediterranea.

## Flota
- de Havilland Dove
- de Havilland DH.114 Heron
- Handley Page Dart Herald
- Fokker F28 Fellowship

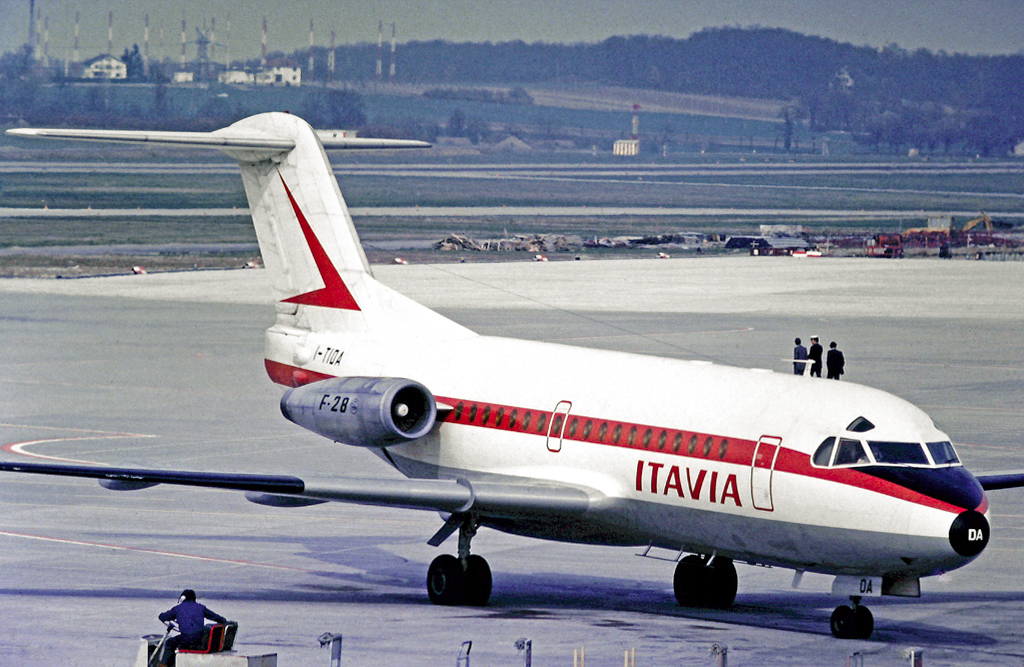
Aerolinee Itavia Fokker F28 Fellowship na lotnisku w Genewie w 1974

- McDonnell Douglas DC-9 i 14 innych modeli.

## Incydenty i wypadki
- 14 października 1960 – De Havilland 114 Heron 2 z numerem rejestracyjnym I-AOMU wyruszył z Rzymu do Genui i rozbił się na górze Monte Capanne. Zginęła cała załoga oraz 11 pasażerów.

- 30 marca 1963 – Douglas DC-3 z numerem rejestracyjnym I-TAVI wyruszył z Pescary do Rzymu. Lot zakończył się uderzeniem w górę Monte Serra. Zginęło 8 pasażerów i załoga samolotu.

- 1 stycznia 1974 – Fokker F28 z numerem rej. I-TIDE wyruszył z Bolonii do Turynu. Samolot rozbił się w trakcie podejścia do lądowania na lotnisku w Turynie. Zginęło 38 osób z 42 znajdujących się na pokładzie.

- 27 czerwca 1980 – lot Aerolinee Itavia 870. Douglas DC-9-15 wyruszył z Bolonii do Palermo. Z nieznanych przyczyn (Dwa pierwsze śledztwa jako przyczynę katastrofy podawały uderzenie pocisku, jednak w trakcie trzeciego śledztwa stwierdzono, że bardziej prawdopodobna była eksplozja bomby)[2] samolot eksplodował i runął do Morza Tyrreńskiego. Zginęło 81 osób.